# Rubídio
O rubídio é um elemento químico de símbolo Rb de número atômico 37 (37 prótons e 37 elétrons). O rubídio é um elemento metálico leve, brancoprateado e do grupo dos metais alcalinos. A massa atômica é 85,4678 u. elemento é altamente reativo, com propriedades similares a outros elementos do grupo 1, bem como uma oxidação na atmosfera terrestre muito rápida. O rubídio tem um isótopo estável,o 85Rb. O isótopo 87Rb, que compõe quase 28% da ocorrência natural do rubídio, é ligeiramente radioativo, com uma meia-vida de 49 bilhões de anos — mais de três vezes maior que a idade estimada do universo.
Dois químicos alemães, Robert Bunsen e Gustav Kirchhoff, descobriram a existência do rubídio em 1861 pelo método então descoberto de espectroscopia de absorção atômica de chama. Seus compostos têm aplicações químicas e eletrônicas. O metal do rubídio é facilmente vaporizado e tem um alcance de absorção espectral prático, fazendo dele um alvo frequente de manipulação a laser de átomos.
Não se conhece nenhum ser vivo que tenha necessidade do rubídio no organismo. No entanto, como o césio, os íons de rubídio são manejados por organismos vivos de um jeito similar aos íons de potássio: são ativamente aproveitados por plantas e por células de animais vivos.

## Características
O Rubídio é um metal alcalino macio, de coloração branca prateada brilhante que perde o brilho rapidamente em contato com o ar. Muito reativo - é o terceiro elemento alcalino mais eletropositivo - e pode ser encontrado líquido na temperatura ambiente. Igual aos demais elementos do grupo 1 pode arder espontaneamente com o ar produzindo chama de coloração violeta amarelada. reage violentamente com a água desprendendo hidrogênio. Forma amálgamas com o mercúrio. Pode formar ligas com o ouro, com os demais metais alcalinos, com metais alcalino terrosos, antimônio e bismuto.
Igual aos demais metais alcalinos apresenta um único estado de oxidação: +1. Reage com dióxido de carbono, hidrogênio, nitrogênio, enxofre e halogênios. Com o oxigênio forma pelo menos quatro óxidos: Rb2O, Rb2O2, Rb2O3, e RbO2.

## Onde é usado
O rubídio pode ionizar-se com facilidade, por isso está estudando-se o seu uso em motores iônicos para naves espaciais, ainda que o xenônio e o césio tem demonstrado uma maior eficiência para este propósito. É utilizado principalmente na fabricação de cristais especiais para sistemas de telecomunicação de fibra óptica e equipamentos de visão noturna.
Outros usos do rubídio são:
- Revestimentos fotoemissores de telúrio-rubídio em células fotoelétricas e detectores eletrônicos.
- Afinador de vácuo, "getter", (substância que absorve os últimos traços de um gás, especialmente oxigênio)em tubos de vácuo para assegurar seu correto funcionamento.
- Componente de fotorresistências (o LR, "Light dependant resistors", resistências dependentes da luz), resistências nas quais a resistência elétrica varia com a iluminação recebida.
- Em medicina o Rúbidio-81, radioativo com emissão de positrão usado no exame PET em medicina nuclear. Isótopos não radioativos usados para tratamento da epilepsia e na separação por ultracentrifugação de ácidos nucleicos e vírus.
- Fluido de trabalho em turbinas de vapor.
- O RbAg4I5 tem a maior condutibilidade elétrica conhecida a temperatura ambiente de todos os cristais iônicos, podendo ser usada na fabricação de baterias na forma de delgadas lâminas, entre outras aplicações elétricas.
- Se estuda a possibilidade de empregar o metal em geradores termoelétricos baseados na magnetohidrodinâmica, de forma que os íons de rubídio gerados a alta temperatura sejam conduzidos através de um campo magnético, gerando uma corrente elétrica.
- Fabricação de vidros especiais.

Em muitas aplicações pode ser substituído pelo césio ou composto de césio correspondente, por sua semelhança química.

## Abundância e obtenção
Apesar de não ser um elemento muito abundante na crosta terrestre, encontra-se entre os 56 elementos que englobam, conjuntamente, uns 0,05% do peso da mesma, não podendo ser considerado como escasso. Representando aproximadamente 78 ppm em peso, é o 23º elemento mais abundante, e o 16º dos metais, superando outros metais comuns como cobre, o chumbo e o zinco. É, ainda, 30 vezes mais abundante que o césio e 4 vezes mais que o lítio, metais de cuja obtenção é extraído como subproduto. Esta disparidade ocorre porque não se conhece minerais em que o rubídio seja o elemento predominante, entretanto, como o seu raio iônico é muito similar ao do potássio (2.000 vezes mais abundante) substitui-o - em ínfimas quantidades - nas suas espécies minerais, donde aparece como impureza.
É encontrado em diversos minerais como leucita, polucita e zinnwaldita. A lepidolita contém uns 1,5% de rubídio (podendo superar em alguns casos em até 3,15%) e é de onde se obtém o metal na sua maioria. O cloreto de potássio e outros minerais de potássio contém quantidades significativas de rubídio possibilitando a sua extração de forma rentável. Do mesmo modo, depósitos de polucita &mdas podem conter até uns 1,35% de Rb&mdas; entre os que se destacam são os do lago Bernic em Manitoba (Canadá).
O metal é obtido, entre outros métodos, reduzindo-se o cloreto de rubídio com cálcio em vácuo, ou aquecendo seu hidróxido com magnésio em corrente de hidrogênio. Pequenas quantidades podem ser obtidas aquecendo seus compostos com cloro misturados com óxido de bário no vácuo. A pureza do metal comercializado varia entre 99% e 99,8%.

## Isótopos
Se conhece 24 isótopos de rubídio, existindo na natureza somente dois, o Rb-85 e o radioativo Rb-87. As misturas normais de rubídio são ligeiramente radioativas.
O isótopo Rb-87, que tem uma meia-vida 4,75E10 anos, se tem usado muito para a datação radiométrica de rochas. O Rb-87 decai a Sr-87 estável emitindo uma partícula beta negativa. Durante a cristalização fracionada, o estrôncio tende a concentrar-se na plagioclase permanecendo o rubídio na fase líquida, de modo que a razão Rb/Sr no magma residual se incrementa ao longo do tempo. As maiores razões - de 10 ou mais - estão nas pegmatitas. Se a quantidade inicial de estrôncio é conhecida ou pode extrapolar-se, medindo as concentrações de Rb e Sr e o cociente Sr-87/Sr-86 pode determinar-se a idade da rocha. Evidentemente a idade média da rocha medida será a da rocha se esta não sofreu alterações depois de sua formação.
A frequência de ressonância do átomo de Rb-87 se usa como referência em normas e osciladores utilizados em transmissores de rádio e televisão, na sincronização de redes de telecomunicação e na navegação e comunicação via satélite. O isótopo também é utilizado na construção de relógios atômicos.
O isótopo Rb-82 se utiliza na obtenção de imagens do coração através da tomografia por emissão de pósitrons. Devido a sua curta meia-vida (1,273 minutos) se sintetiza, antes de sua administração, a partir de estrôncio-82.

## Precauções
O rubídio reage violentamente com a água podendo inflamar o hidrogênio desprendido na reação:
2 Rb + 2 H2O → 2 Rb(OH) + H2
Para assegurar a pureza do metal e a segurança na sua manipulação se armazena este elemento sob mineral seco, no vácuo ou em atmosfera inerte.